# Kerstmarkt Gemeentegrot

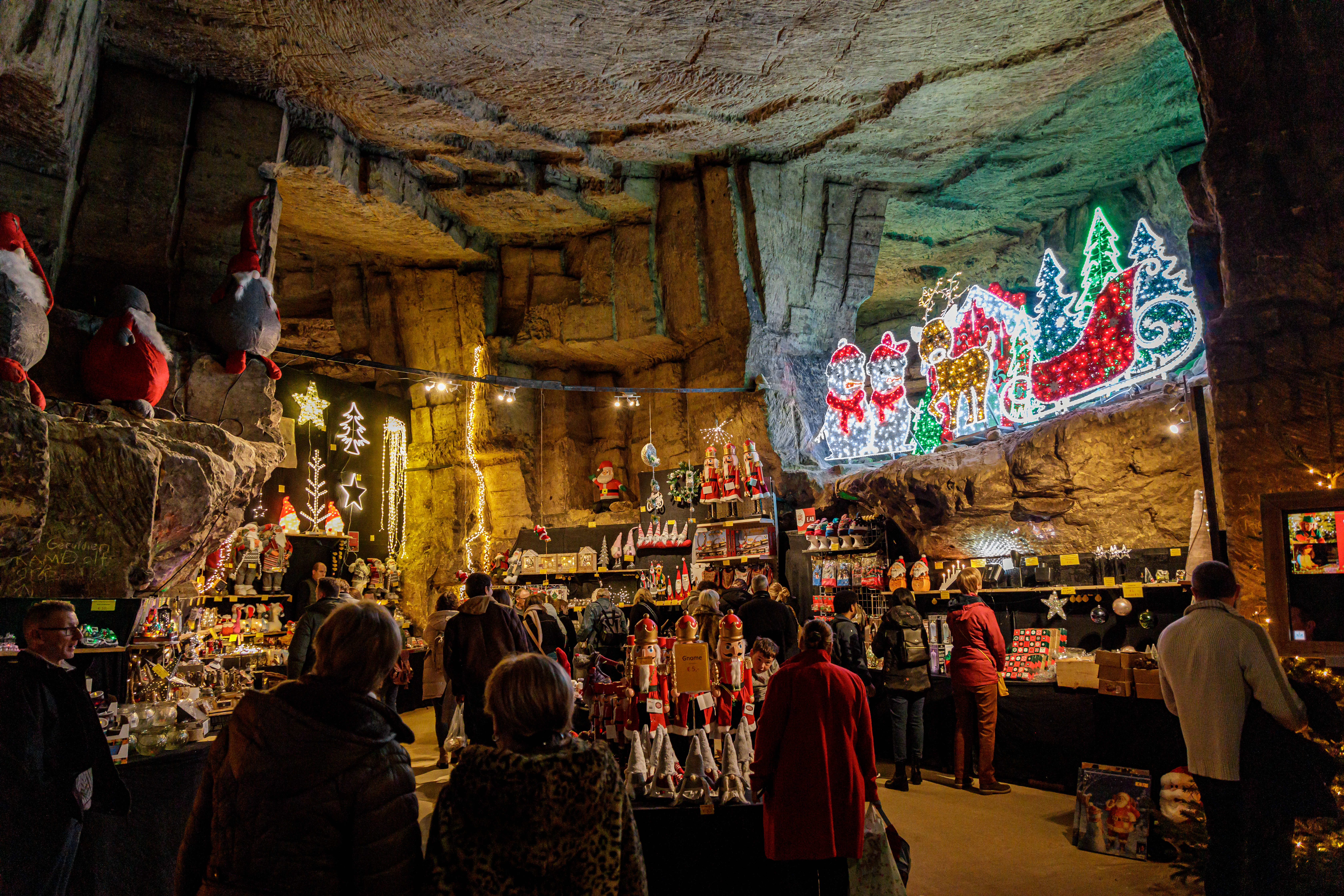
Kerstmarkt in de Gemeentegrot (2022)

De kerstmarkt in de Gemeentegrot van Valkenburg is Europa's grootste ondergrondse kerstmarkt. Ze is onderdeel van de manifestatie Kerststad Valkenburg, die in 2018 de titel 'European City of Christmas' won. De Valkenburgse kerstevenementen, die ook op andere locaties in het stadje plaatsvinden, trekken jaarlijks meer dan een half miljoen bezoekers, waarvan circa 200.000 de kerstmarkt in de Gemeentegrot bezoeken.

## Geschiedenis
Sinds 1986 wordt er in de Gemeentegrot een kerstmarkt gehouden. Naast de Gemeentegrot heeft ook de Fluweelengrot een ondergrondse kerstmarkt. Daarnaast is er een bovengrondse kerstmarkt op het Theodoor Dorrenplein en langs de Geul. In 2016 trokken de drie markten gezamenlijk circa 300.000 bezoekers. Veel bezoekers komen in groepsverband per touringcar (865 in 2016). De meeste bezoekers komen uit Nederland, België en Duitsland, maar ook uit Frankrijk, Engeland en Denemarken. In 2020 werd de Valkenburgse kerstmarkt negende in een online peiling naar de beste kerstmarkt van Europa. In 2022 bezochten bijna 600.000 toeristen Valkenburg tijdens de kerstperiode. Voor de markt in de Gemeentegrot werden meer dan 180.000 tickets verkocht. Een jaar later waren dat er 200.000. De Fluweelengrot trok toen zo'n 150.000 bezoekers.